# Madrigal (Yes-dal)
A Madrigal a Tormato című Yes-lemez harmadik, legrövidebb száma. egy madrigáldallamot dolgozott fel két szerzője, Jon Anderson énekes és Rick Wakeman billentyűs. A dalban kiemelt szerep jut a billentyűs hangszernek (csembaló), mellette klasszikus gitár szól. Basszusgitár nem hallható, a dobos is csak néhányszor üti meg a cintányért.
A videóklip során Wakeman díszes korabeli ruhában leül egy bálteremben álló hangszerhez, s elkezd játszani a királyi udvar előtt. A hangszer fényes felületén megjelenik a többi zenész is. Miután eljátszotta, Wakeman feláll, meghajol, a hallgatóság pedig megtapsolja.

## Közreműködő zenészek
- Jon Anderson – ének
- Steve Howe – gitár
- Rick Wakeman – billentyűs hangszerek
- Chris Squire – vokál
- Alan White – dob

## Egyéb kiadványokon
- Greatest Video Hits
- Two Sides Of Yes, Vol. 2 – Rick Wakeman
- Rick Wakeman's Greatest Hits – Rick Wakeman

## Külső hivatkozások
- Dalszöveg
- A dal videóklipje a YouTube-on